# Stammheim (film)
Stammheim (niem. Stammheim – Die Baader-Meinhof-Gruppe vor Gericht) – niemiecki dramat filmowy z 1986 roku w reżyserii Reinharda Hauffa.

## Fabuła
Film powstał w oparciu o dokumenty sądowe z głośnego procesu z 1975 roku. Dotyczył on pięciorga członków radykalno-lewicowej organizacji terrorystycznej Frakcja Czerwonej Armii, przebywających w tytułowym więzieniu Stammheim w Stuttgarcie. Oskarżeni o zamordowanie czterech amerykańskich żołnierzy demonstracyjnie nie uznawali ani legalności istnienia RFN, ani tym bardziej obowiązującego w tym kraju prawa i sądownictwa. Dwoje z nich (Holger Meins, Ulrike Meinhof) popełniło samobójstwo w więzieniu jeszcze przed rozpoczęciem procesu, a pozostała trójka (Andreas Baader, Gudrun Ensslin, Jan-Carl Raspe) wykorzystała salę sądową do promowania swoich radykalnych poglądów oraz pogardy wobec władzy. Chociaż skazano ich ostatecznie na karę śmierci, nikt z nich nie dożył wyroku.

## Obsada
- Ulrich Tukur – Andreas Baader
- Therese Affolter(inne języki) – Ulrike Meinhof
- Sabine Wegner(inne języki) – Gudrun Ensslin
- Hans Kremer(inne języki) – Jan-Carl Raspe
- Ulrich Pleitgen(inne języki) – Theodor Prinzing
- Hans-Michael Rehberg(inne języki) – Siegfried Buback
- Hans Christian Rudolph(inne języki) – Otto Schily[2]

## Produkcja
Zdjęcia kręcono w Hamburgu.

## Recepcja
Obraz podzielił publiczność, ale też zdobył Złotego Niedźwiedzia i Nagrodę FIPRESCI na 36. MFF w Berlinie, choć nie obyło się bez kontrowersji. Przewodnicząca jury, włoska gwiazda Gina Lollobrigida, była niechętna temu werdyktowi, ale została przegłosowana przez członków jurorskiego gremium w stosunku 6 do 5. Aktorka publicznie dystansowała się wobec filmu, który – według niej – mógł wręcz zachęcać widzów do terroryzmu, a jego wartość estetyczno-wizualna była zdecydowanie znikoma.